# 平公 (燕)
平公（へいこう、生年不詳 - 紀元前505年）は、春秋時代の燕の君主。共公の後を受けて燕国の君主となった。在位19年。